# Hakken en branden

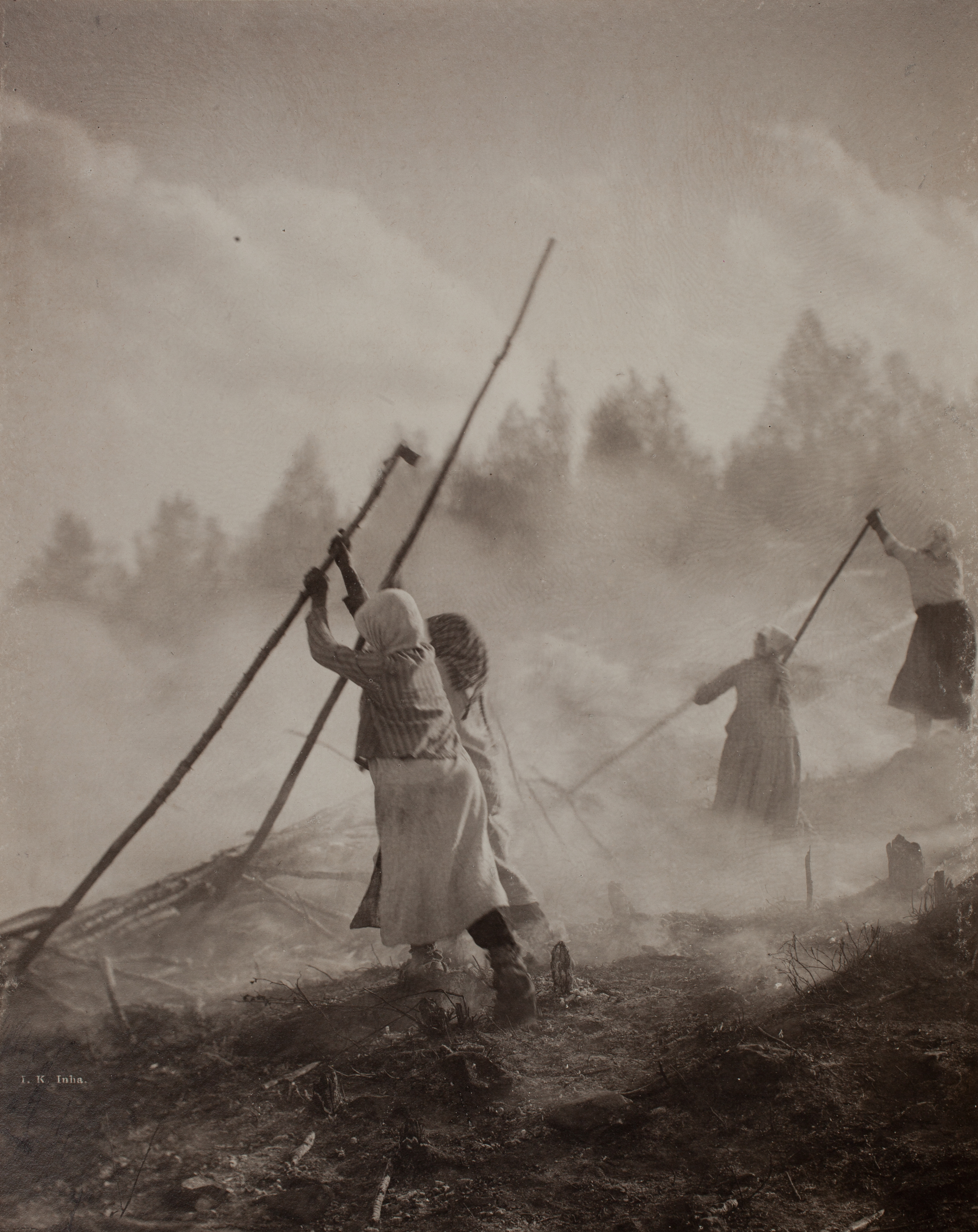
In grote delen van Europa werd hakken en branden al ver voor het begin van de jaartelling niet meer toegepast, maar in minder gecultiveerde gebieden zoals hier in Eno in Finland werd het nog in recente tijden toegepast (foto uit 1893).

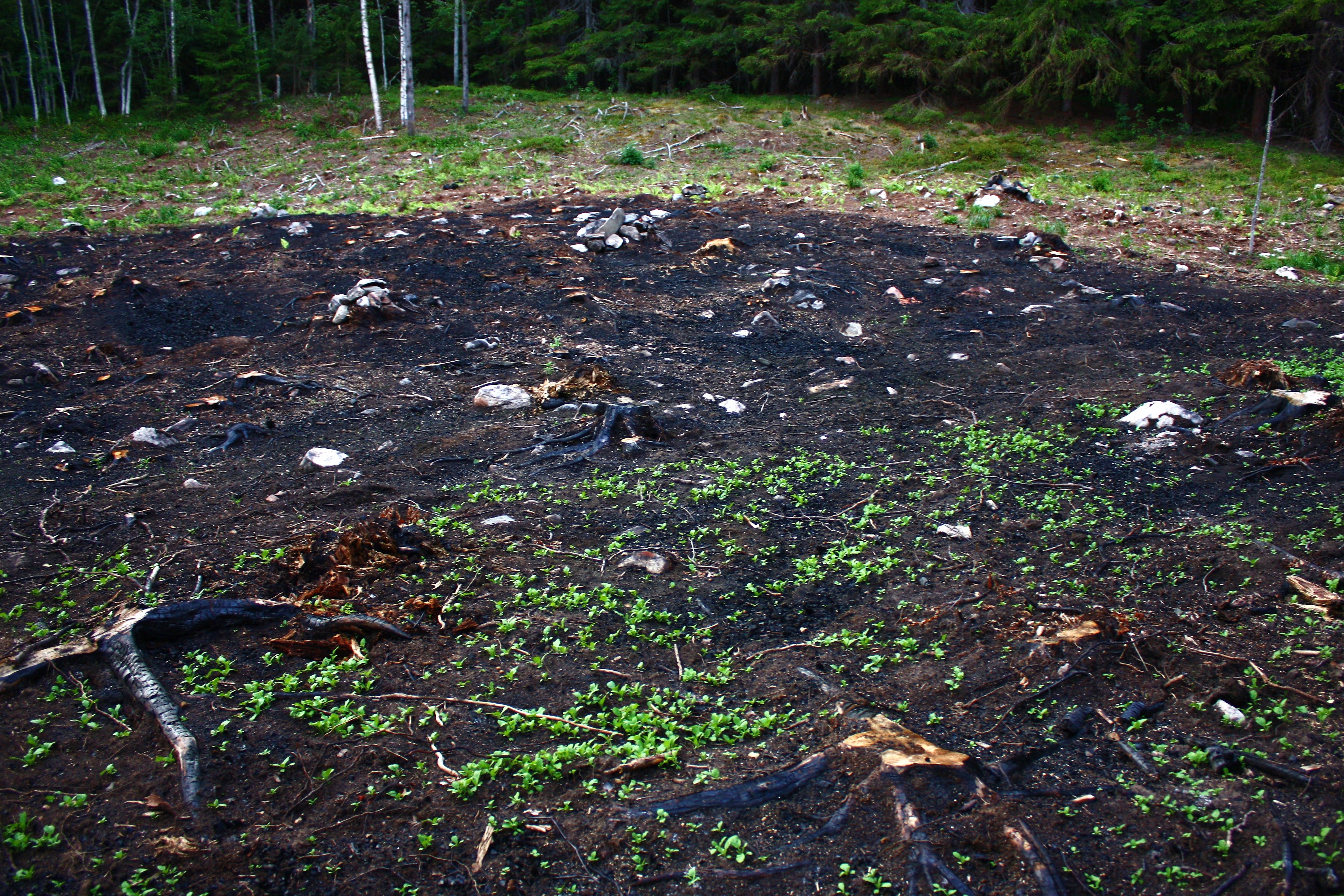
Telkkämäki natuurreservaat in Kaavi in Finland, 2013.

Hakken en branden (slash-and-burn) of brandlandbouw is een methode in de zwerflandbouw om een stuk woeste grond te ontginnen. Aangezien dood hout beter brandt dan levend hout, worden bomen gedood door er diepe inkepingen in te hakken, vaak aan het begin van het droge seizoen. Enige maanden of jaren later worden deze bomen afgebrand, waarna het land, de swidden, enkele jaren gebruikt kan worden voor landbouw tot het door onkruid overwoekerd raakt en men overgaat naar een ander stuk land.
Dit is een vroege methode in de landbouw die aansloot bij de al lang gebruikelijke landbewerking door gebieden in brand te steken om de jacht mogelijk te maken en beter in staat te zijn om zaden en planten te vinden. Door het afbranden van grote delen bos maakte het ook de weg vrij voor permanente landbouw waarbij de grond bewerkt werd met een ploeg. Hakken en branden leverde een kleinere opbrengst op dan land waar de boomstronken verwijderd waren en dat geploegd was, maar de inspanning om het te bewerken was ook veel kleiner.

## Finland
Hakken en branden werd eeuwenlang beoefend in Finland. In delen van het oosten van Finland werd het tot het begin van de twintigste eeuw gebruikt. Toegepast op loofbos werd het hakken en branden in Finland kaskenpoltto genoemd. Bij naaldbos werd de methode huuhta genoemd. Bij huuhta duurde het vier jaar voor het gekapte bos klaar was om te planten, terwijl er maar een seizoen kon geteeld worden, weliswaar met een rijke oogst. De methode werd door emigranten ook meegenomen naar Noord-Amerika. Hakken en branden raakte in onbruik omdat het bos meer economische waarde kreeg als bron van hout, onder andere als brandstof voor de ijzerindustrie.